# 1996 nos jogos eletrônicos

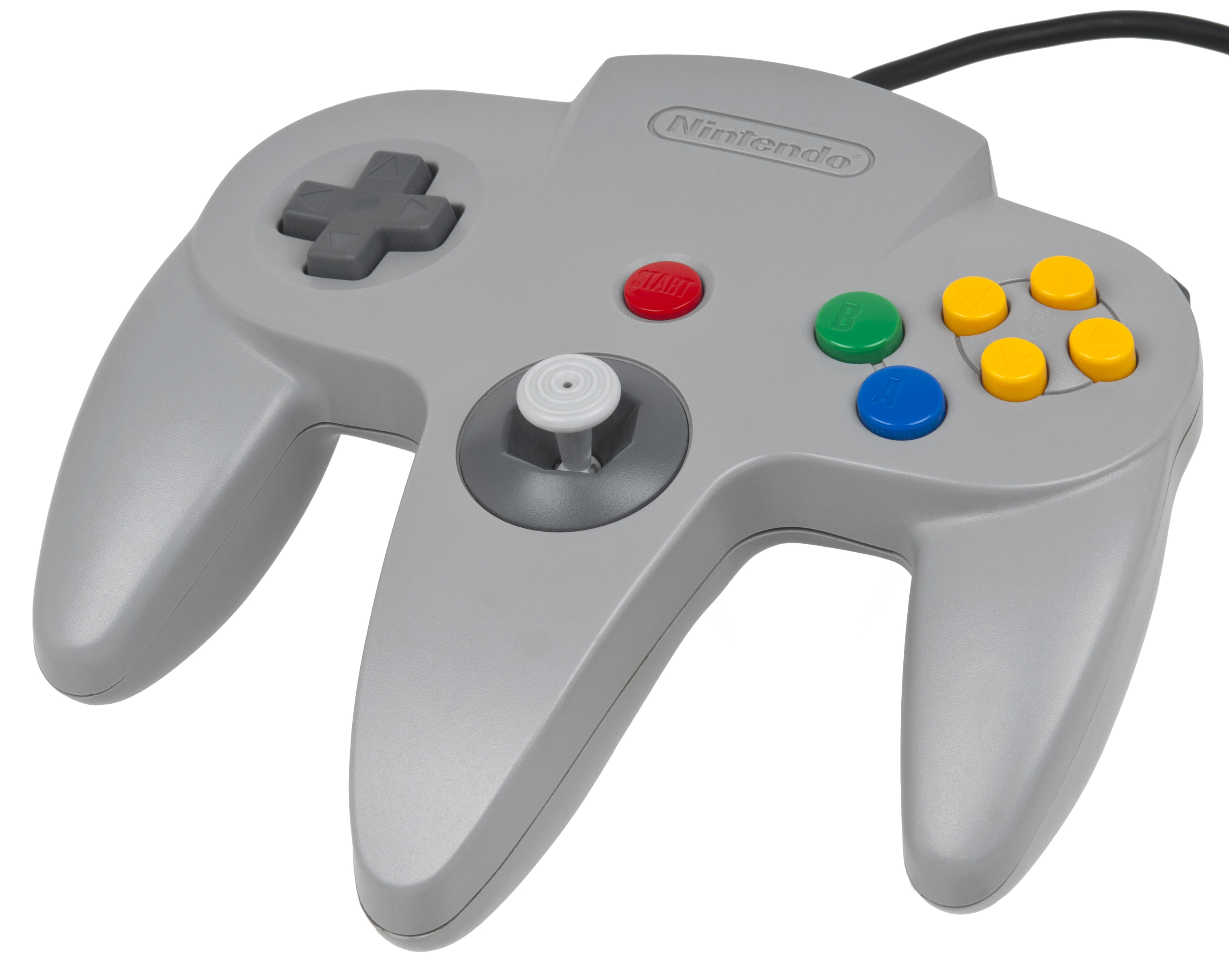
Controle remoto do Nintendo 64

Esta é uma página que reúne acontecimentos na área de jogos eletrônicos no ano de 1996.

## Consoles lançados
- Nintendo 64

## Jogos lançados

### Saturn
- Virtua Racing
- Duke Nukem

### Mega Drive
- Sonic 3D Blast
- Ultimate Mortal Kombat 3

### Nintendo 64
- Super Mario 64
- Mario Kart 64
- Quake

### Super Nintendo
- Donkey Kong Country 3: Dixie Kong's Double Trouble!
- Super Mario RPG: Legend of the Seven Stars
- Ultimate Mortal Kombat 3
- FIFA Soccer 96
- Power Piggs
- Pinocchio
- Doom
- Super Bomberman 4

### PlayStation 1
- Crash Bandicoot
- Biohazard
- The Need for Speed
- Shin Megami Tensei:Persona
- Mega Man 8

### Neo-Geo
- The King of Fighters '96